# Phyllachora granulosa
Phyllachora granulosa är en svampart som beskrevs av Sacc. 1883. Phyllachora granulosa ingår i släktet Phyllachora och familjen Phyllachoraceae.   Inga underarter finns listade i Catalogue of Life.